# Глодяну-Сіліштя (комуна)
Глодяну-Сіліштя (рум. Glodeanu-Siliștea) — комуна у повіті Бузеу в Румунії. До складу комуни входять такі села (дані про населення за 2002 рік):
- Векеряска (705 осіб)
- Глодяну-Сіліштя (1721 особа) — адміністративний центр комуни
- Касота (346 осіб)
- Кирлігу-Маре (439 осіб)
- Кирлігу-Мік (152 особи)
- Корбу (112 осіб)
- Которка (892 особи)
- Сату-Ноу (280 осіб)

Комуна розташована на відстані 70 км на північний схід від Бухареста, 35 км на південь від Бузеу, 116 км на південний захід від Галаца, 130 км на південний схід від Брашова.

## Населення
За даними перепису населення 2002 року у комуні проживали 4647 осіб.
Національний склад населення комуни:
| Національність | Кількість осіб | Відсоток |
| -------------- | -------------- | -------- |
| румуни         | 4562           | 98,2%    |
| цигани         | 83             | 1,8%     |
| євреї          | 1              | < 0,1%   |
| чанго          | 1              | < 0,1%   |

Рідною мовою назвали:
| Мова      | Кількість осіб | Відсоток |
| --------- | -------------- | -------- |
| румунська | 4644           | 99,9%    |
| угорська  | 2              | < 0,1%   |
| циганська | 1              | < 0,1%   |

Склад населення комуни за віросповіданням:
| Релігія       | Кількість осіб | Відсоток |
| ------------- | -------------- | -------- |
| православні   | 4628           | 99,6%    |
| римо-католики | 9              | 0,2%     |
| адвентисти    | 9              | 0,2%     |
| реформати     | 1              | < 0,1%   |